# 樹れい子
樹 れい子（いつき れいこ、1957年5月28日 - ）は、日本のモデル、タレント、女優。本名：賀小美（ホウ ショウメイ、が しょうみ）。

アメリカと中国のハーフ。身長169cm。B85cm、W58cm、H88cm（1978年7月、樹本人の申告）。

## 経歴
愛知県小牧市生まれ。父はイタリア系アメリカ人、父は日本人、母・賀淑蘭は河北省出身の中国人、台湾人。母は賀小美の実父とは離婚し、日本人と再婚したが、この男性とも離婚していた。母は飲食店で働きながら賀小美と再婚で生まれた娘の二人を育てた。賀小美は中国国籍だが、日本育ちで日本語しか使えない。小牧市立小牧小学校、小牧市立小牧中学校、愛知県立小牧高等学校卒業。
早くから名古屋周辺の芸能スカウトに狙われ、15歳のとき、小牧市内で買い物をしていたところ、モデルクラブにスカウトされる。高校1年のとき、『女性セブン』の専属モデルを務める。
1973年8月、長島温泉で開催されたミス・グランスパー長島（長島温泉の美女コンテスト）で1位入賞。同コンテストは中野良子も出身者。小牧高校3年在学中の同年10月12日、史上初めて高校生で、ミス・インターナショナル1974の日本代表に選ばれるが、日本国籍を持っていない、と代表を辞退。「中国人だ」とすっぱ抜かれ失格。帰化申請中を主催者が見逃していたとする説もある。このとき第2位だった茂川秀子がミス・インターナショナル1974に出場している。
才色兼備で、「笑うとモナリザそっくり」等と評判を取り、当時のハーフブームもあって、同年10月23日、主催者から正式に失格が伝えられた途端、テレビ、映画、レコード会社、広告会社、モデルクラブなどがワァーと飛びついた。特に東映が『激突! 殺人拳』の主演女優」をエサに熱心に口説き、賀小美は学校演劇の演出をやったり台本が書いたりする芝居好きで、賀小美の首をタテに振らせた。本作は千葉真一ありきの企画のため、実際は空手を使う東南アジア女性役で主演ではなくヒロインだったが、手回しよく共演の千葉と並んだ写真まで撮り、1973年11月7日午後2時から記者会見をするとマスメディアに告知し、クランクインは東映京都撮影所で1973年11月15日を予定していた。ところが同年11月5日、買物に出ていた賀小美は「芸能界に入ると〇すぞ」などと見知らぬ男からしつこく脅迫を受けた。同日の夜、賀小美は東映名古屋支社に相談の電話をかけた。小牧署も出動する事態となり、東映はボディガードを付けるか、家族ごと京都に移住させるかの方法を考えたが、賀小美の怯え方が尋常ではなく、翌1974年11月6日、記者会見予定の前日、賀小美の映画出演を断念した。熱烈な賀小美ファンか、あるいは東映に油揚げをさらわれた"筋"の嫌がらせか等、様々な憶測が広がった。『激突! 殺人拳』は、全てのカラテ映画の始まりとする論調もあり、『The Street Fighter』として海外でも大ヒットしたため、もし本作に出演していれば、今より遥かに知名度が高かったかもしれない。
1974年、カネボウのキャンペーンガールとしてモデルデビュー。1978年のカネボウのポスターで人気爆発、一躍トップモデルになった。水着のポスター9種類は貼るそばから盗まれるほどで、カネボウ宣伝部に「売ってくれ」との問い合わせが3万通来た。エキゾチックな顔立ちとグラマーな体格で、1978年はカネボウ、ニコン、東亜国内航空など計10社のキャンギャルを務め、1978年モデル業界、最大の収穫とも称された。同年『11PM』（日本テレビ/読売テレビ）にカバーガールとして出演。 TBSのテレビドラマ『やあ!カモメ』で水着美人が必要だったことから、『11PM』を見た松本健ディレクターから同番組に抜擢され、女優デビュー。名高達郎との交際が週刊誌で報道された。
順調だったキャリアに暗雲が垂れ込めたのは同じ年の秋だった。1978年9月10日、樹本人から「体の調子が悪く、深夜の仕事はキツイから『11PM』（同番組は生放送）を辞めさせて欲しい」と同番組の今田邦久ディレクターに直接申し入れがあった。「後任を探すまで1ヵ月ぐらい待って欲しい」と頼んだが、聞いてもらえず、結局、9月25日放送分で樹の出演は終わった。今田は「ちょっと人気が出たからって、向こうからオリたいと言って来た人は初めてです」と話した。急遽、オーディションを行い後釜にナンシー・チェニーが抜擢された。樹は過去2回番組をすっぽかしており、スタッフ受けも悪かった。にも関わらず、この年10月からの新番組TBSのテレビドラマ『アヒル大合唱』にレギュラー出演し、東京12チャンネルのバラエティ『ふたりは恋愛中』で桂きん枝と司会を始めたことから、後味が悪くなった。
さらに1978年の暮れ、マスメディアに「横井英樹の愛人」と報じられた。横井が本格的に有名になるのは1982年2月8日のホテルニュージャパン火災以降であるが、それでも当時から「乗っ取り屋」と言われ、イメージは悪かった。樹は『週刊現代』の取材に答えて、「幼少期から（同郷の）横井さんとは家族ぐるみの付き合いがあり、小学校に入る前に両親は離婚しため、横井さんから養女にしたいと言われたこともあり可愛がってもらった。車の免許を取ってすぐ、フェアレディZを購入した時も保証人も横井さんに頼んだ」、高校時代の成績もよく「高校卒業後は横井から秘書にしたいと言われたこともある」等と話し、「父親代わりでお世話になった人で愛人とかとんでもない」と説明した。この取材では芸名は「横井英樹の一字をもらったのではなく、前の所属事務所の近くに『ステーキの樹』という店があったのでそこから取った」と話していたが、1980年には「樹は滅びないという意味で樹木から姓を、名前のれい子は祖父が付けた日本名でその二つをくっつけた」と話している。
テレビドラマの出演も続き、お茶の間の人気者となった。1979年2月25日にはCBSソニーからシングル『愛のつばさ』をリリースし、歌手としてもデビューした。
1980年7月23日、東京青葉台で交通事故に遭い、ムチ打ち症で池上の病院に入院した。入院は2ヵ月に及んだが、この間横井英樹が何度も見舞いに訪れた。事故を扱った興亜火災海上との交渉に横井が当たり、当時の判例でも賠償額は800万円以下がいいとこだったが2000万円を引き出した。この一件以降売れっ子から転落し、仕事が減った。
1985年、日本国籍取得。なお、このとき告示された情報によると1955年5月28日生まれである。
2017年、『アサ芸シークレット』が選ぶ「殿堂入り豊かな胸100人」の第15位。
2021年4月14日、『ミラクルガール』のDVDが発売される。同作の初のソフト化である。

## 人物・エピソード
柔道と少林寺拳法をやっていたこともあり、志穂美悦子のようなアクションスターになるのが夢だと発言したことがある。また、モデル業については、「お金になるからできる限り続けたいが、肉体的な限界がある。その時はキッパリやめる」とのこと。

## 出演

### 映画
- トラック野郎 突撃一番星（1978年、東映） - 小百合
- ピンク・レディーの活動大写真（1978年、東宝） - 秘書・ルミ子[15]

### テレビドラマ
- やあ!カモメ（1978年、TBS） - ミス・オクラホマチキン ※女優業はこれが初挑戦[3]
- アヒル大合唱（1978年、TBS） - ミチ子
- ザ・スーパーガール（1979年、12ch/東映） - 榊かおる
- 土曜ワイド劇場・ピンクハンター 日本に一人しかいない刑事（1979年5月19日、ABC/テレパック）
- 平岩弓枝ドラマシリーズ・午後の恋人（1979年、CX） - 小村千枝子
- ミラクルガール（1980年、12ch/東映） - 峯百合子[16]

### バラエティ
- ふたりは恋愛中（1978年～1979年、東京12チャンネル） - MC

### テレビCM
- 東京ガス（1977年 - 1980年）[17]
- 三菱自動車（1980年）

### ディスコグラフィ
- 1979年2月25日　『愛のつばさ』(CBS/SONY, 06SH 461)

A面：「愛のつばさ (Fly Me on the Wings of Love)」作詞・作曲：Pepe Luis Soto、日本語詞：小林和子 ※Celi Beeのカバー
B面：「くどかないで」作詞：樹れい子、作曲・編曲：馬飼野康二